# Johnny Claes
Johnny Claes (n. 11 august 1916, Londra, Regatul Unit al Marii Britanii și Irlandei – d. 3 februarie 1956, zona metropolitană Bruxelles, Valonia, Belgia) a fost un pilot de Formula 1. De-a lungul carierei a luat startul în 23 de curse, niciuna din pole-position. Nu a câștigat nicio cursă și nu a terminat niciodată pe podium, acumulând 0 puncte în întreaga activitate ca pilot de Formula 1.